# Davíð Oddsson
Davíð Oddsson (født 17. januar 1948) var direktør for den islandske centralbank Seðlabanki Íslands og tidligere politiker for det konservative parti, Sjálfstæðisflokkurinn (Selvstændighedspartiet). 
Han var Islands statsminister i perioden 1991–2004 og udenrigsminister 2004–2005. Han er den længstsiddende islandske statsminister til dato. 
Den 7. september 2005 meddelte han, at han ville trække sig tilbage fra politik. Senere samme måned overlod han posten som udenrigsminister til Geir H. Haarde. I oktober 2005 blev han så udnævnt til nationalbankdirektør.
Da den islandske økonomi brød sammen sidst i 2008, blev Oddsson anmodet om at tage sin afsked som nationalbankdirektør. Efter at statsminister Jóhanna Sigurðardóttir flere gange havde anmodet ham om at trække sig, forlod han jobbet den 26. februar 2009.
Davíð Oddsson er uddannet jurist på Háskóli Íslands, hvor han blev færdig i 1976. Fra 1982 til 1991 var han Reykjavíks borgmester.